# Долгов, Александр Леонидович
Александр Леонидович Долго́в (род. 31 июля 1968, Харьков) — блюзовый гитарист, вокалист, автор песен.

## Биография
Родился 31 июля 1968 года в Харькове в семье врачей. В 1992 году окончил факультет иностранных языков ХГУ им. Горького. На гитаре начал играть с десяти лет. Первый концерт группы, не имевшей названия на тот момент, состоялся в 1985 году. В её состав тогда входили Александр Долгов (гитара, вокал), Михаил Мишин (барабаны), Юрий Витовский (бас), Андрей Гацко (гитара). В 1986 году группа стала называться «Дождь». В 1987 году к «Дождю» присоединился Сергей Куликов (губная гармоника).
В 1989 году в городе Познань, на фестивале «Zaczarowany Swiat Harmoniki» Александра Долгова замечает менеджер и продюсер польской блюз-группы «Nocna Zmiana Bluesa» Гжегож Грабовский. С этого момента группа «Дождь» при помощи польских связей практически не покидала Европу, участвуя в фестивалях в Польше, Чехии, Германии.
В 1992 году на фестивале «Блюз в России» «Дождь» выступил на одной сцене с мэтрами московского блюза — «Crossroads», «Лигой Блюза» и «Удачным приобретением». В итоговую пластинку фестиваля вошла их кавер-версия композиции Артура Крадапа «That’s All Right». По итогам фестиваля, где Александр Долгов и группа «Дождь» были самыми молодыми участниками, Александр Долгов был признан одним из лучших блюзовых гитаристов, с индивидуальным, характерным почерком.
Не остались без внимания авторские композиции. В 1993 году они легли в основу дебютной пластинки группы «Дождь», «Blues News», запись студии Стаса Намина, SNC, Москва. (Переиздана* 2007—Александр Долгов & ДОЖДЬ «Blues News» (CD,"Мистерия Звука"MZ-385-4,2007))
1994 год — Александр Долгов и «Дождь» принимают участие в Международном телефестивале «Ступень к Парнасу», где выступают вместе с Big Brother And The Holding Company, Бонни Тайлер, Paul Young.
1995-96 гг. — «Дождь» принимает участие в прямых эфирах на 5 канале ТВ СПТ с Максимом Василенко и в утренних программах 1-го канала ОРТ ТРК «Свежий Ветер».
В 1997 году Александр Долгов знакомится с легендарным гитаристом John Mayall Blues Breakers и Rolling Stones Миком Тейлером (Mick Taylor) и участвует с ним в совместном концерте на фестивале «Make Blues Not War» в Киеве.
После 2006 года совместно с группой «Дождь» принимает участие в прямых эфирах телепрограмм «проСВЕТ» с Дмитрием Дибровым, «Брать Живьём» и «Квартирник UNPLUGGED» ТК. 02T.V, Москва.
1997—2005 — на рубеже веков Александр Долгов участвует в многочисленных отечественных и зарубежных фестивалях.
2012—2013 — записан новый альбом «МУЖСКОЕ Vol 1».
2015—2016 — возвращение в США; встреча с другом и учителем Jerry Portnoy — мастером губной гармоники, восемь лет игравшим в составе Muddy Waters Blues Band, обладателем золотых дисков и четырёх «Грэмми» в составе группы Эрика Клэптона.
2016—2017 — по рекомендации Риты Кинг, дочери «короля блюза» ББ Кинга, Александр Долгов включён в Зал Славы Блюза (The Blues Hall Of Fame ®) как Great Blues Artist & Ambassador from the Ukraine.
2019—2021 — Александр Долгов работает с обновлённым составом музыкантов над новым альбомом «Единицаноль». Релиз состоялся в мае 2021 года.
С 2018 года Александр Долгов принял решение оставить название группы «Дождь» для истории.
Александр Долгов — единственный украинский музыкант, который внесён в Зал Славы Блюза (The Blues Hall Of Fame ®).
Facebook page:https://www.facebook.com/alexdolgovmusic

## Дискография
- 1992 — «Блюз в России» (Evita records, 2LP сборник, концертная запись)
- 1996 — ABC Night Blues Festival" (CD Союз SZ-0528, сборник)
- 2007 — Александр Долгов & Дождь " Melopathia « (CD,»Мистерия Звука"MZ-384-4)
- 2007 — Александр Долгов & Дождь " Blues News « (CD,»Мистерия Звука"MZ-385-4)
- 2012 — Александр Долгов & Дождь " Мужское " (CD, M.A.R.T. Studio) https://music.apple.com/ru/artist/alex-dolgov/id732888458
- 2019 — Александр Долгов & Дождь " Live at On — Air " (On — Air Studio) https://music.apple.com/ru/artist/1478806055
- 2021 — Александр Долгов " Единицаноль " (CD, Free Bird) https://music.apple.com/ru/album/1567593752
- 2022 — Alexander Dolgov " Bring Back Silence to The Sky " (Single) Bandcamp Music https://aldolgov.bandcamp.com/track/bring-back-silence-to-the-sky-a-song-for-ukraine
- 2022 — Alexander Dolgov " I Wanna Be Closer To You " (Single) Bandcamp Music https://aldolgov.bandcamp.com/track/i-wanna-be-closer-to-you